# ジョン・ダンロップ (競馬)
ジョン・リーパー・ダンロップ（John Leeper Dunlop,　1939年7月10日 - 2018年7月7日）は、イギリス（イングランド）、グロスタシャー出身の競走馬の調教師。

## 来歴
1966年、厩舎を開業。
1970年、ブラックサテン（Black Satin）でアイリッシュ1000ギニーを制し、クラシック競走初勝利を挙げる。翌1971年からグループ制が導入され、GI初勝利は1977年9月24日、ノースストーク（North Stoke）が勝ったジョーマクグラスメモリアルステークスであった。
1978年6月7日、シャーリーハイツ（Shirley Heights）でダービーステークス初勝利。これがイギリスクラシック競走初勝利でもあった。同馬は7月1日にアイリッシュダービーも制した。
1983年、ハイホーク（High Hawk）をジャパンカップに出走させ、管理馬の日本初出走を果たす。同馬は1番人気に支持されたが、13着に敗れた。1987年のジャパンカップではセントレジャーステークスなどを勝ったムーンマッドネス（Moon Madness）を出走させ、同馬は2番人気に推されたが5着に敗れた。結果的にこれが、管理馬の日本での最高着順だった。
1995年、イギリス平地競走のリーディングトレーナーとなる。2002年には通算3000勝を達成した。
2人の息子、エドワードとハリーも調教師である。
2018年7月7日、死去した。満78歳没。79歳の誕生日の3日前のことであった。

## 主な勝鞍

### イギリス
- 1000ギニー（1980年Quick as Lightning、1990年Salsabil、1991年Shadayid）
- オークス（1984年Circus Plume、1990年Salsabil）
- ダービーステークス（1978年Shirley Heights、1994年Erhaab）
- セントレジャーステークス（1986年Moon Madness、1997年Silver Patriarch、2000年Millenary）
- クイーンエリザベス2世ステークス（1977年Trusted、1992年Lahib、1995年Bahri）
- コロネーションカップ（1980年Sea Chimes、1998年Silver Patriarch）
- スプリントカップ（1981年Runnett、1983年Habibti、1994年Lavinia Fontana、2002年Invincible Spirit）
- セントジェームズパレスステークス（1980年Posse、1991年Marju、1995年Bahri）

### アイルランド
- アイリッシュ1000ギニー（1970年Black Satin、1994年Mehthaaf）
- アイリッシュ2000ギニー（1983年Wassl）
- アイリッシュダービー（1978年Shirley Heights、1990年Salsabil）

### その他
- ヴェルメイユ賞（1990年Salsabil、1998年Leggera）
- オイロパ賞（1997年・1998年Taipan、2000年Golden Snake）
- ジョッキークラブ大賞（1992年Silvernesian、1998年Silver Patriarch、2000年Golden Snake）
- ローマ賞（1983年High Hawk、1989年Highland Chieftain、1997年・1998年Taipan）